# Четвърта книга Царства
„Четвърта книга Царства“ (на иврит: ספר מלכים) е библейска книга, част от раздела „Невиим“ на еврейския „Танах“ и една от историческите книги на християнския Стар завет.
В православния канон „Четвърта книга Царства“ е поставена между „Трета книга Царства“ и „Първа книга Паралипоменон“. В католическия и протестантския канон, както и в еврейската Библия, книгата е озаглавена „Втора книга на царете“.
„Четвърта книга Царства“ описва историята на евреите след смъртта на пророк Илия до завладяването на Йерусалим от Нововавилонското царство. Според съвременните изследвания книгата е съставена на два етапа, първият в края на VII век пр. Хр., а вторият – в средата на VI век пр. Хр.